# Église Saint-Côme-et-Saint-Damien de Kuzmin
Pour les articles homonymes, voir Église Saint-Côme-et-Saint-Damien.
L'église Saint-Côme-et-Saint-Damien de Kuzmin (en serbe cyrillique : Црква Светог Кузмана и Дамјана у Кузмину ; en serbe latin : Crkva Svetog Kuzmana i Damjana u Kuzminu) est une église orthodoxe serbe située à Kuzmin, dans la province de Voïvodine, dans le district de Syrmie et sur le territoire de la de ville de Sremska Mitrovica en Serbie. Elle est inscrite sur la liste des monuments culturels de grande importance de la république de Serbie (identifiant no SK 1318).

## Présentation
L'église Saint-Côme-et-Saint-Damien a été construite entre 1773 et 1783. De style baroque, elle est constituée d'une nef unique prolongée par une abside ; la façade occidentale est dominée par un clocher doté d'un bulbe aplati, d'une lanterne et d'une croix. Les façades sont rythmées horizontalement par des corniches, notamment celle qui court sous le toit, et, verticalement, par des pilastres dotés de chapiteaux moulurés.
L'iconostase a été peinte en 1793 par Grigorije Davidović-Opšić et Stefan Gavrilović ; l'ensemble de leurs réalisations sont de style baroque.
Entre 2000 et 2004, des travaux de conservation et de restauration ont été effectués sur l'édifice.